# Ga-Kgapane
Ga-Kgapane est un township du nord-est de l'Afrique du Sud situé dans la province du Limpopo, à une centaine de km au nord-est de Polokwane (district de Mopani (en)). En 2011, sa population était de 9 879 personnes. La principale langue parlée sur place est le sepedi.